# Milton I. Southard

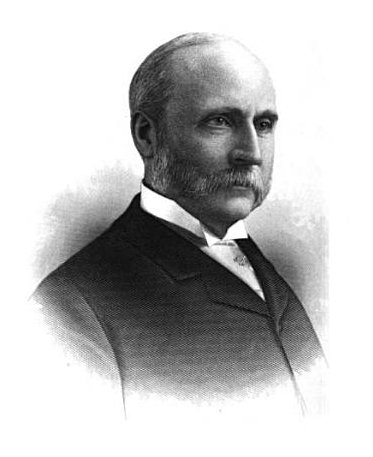
Milton I. Southard

Milton Isaiah Southard (* 20. Oktober 1836 in Hanover, Licking County, Ohio; † 4. Mai 1905 in Zanesville, Ohio) war ein US-amerikanischer Politiker. Zwischen 1873 und 1879 vertrat er den Bundesstaat Ohio im US-Repräsentantenhaus.

## Werdegang
Milton Southard besuchte vorbereitende Schulen und studierte danach an der Denison University in Granville. Nach einem anschließenden Jurastudium und seiner 1863 erfolgten Zulassung als Rechtsanwalt begann er in Toledo in diesem Beruf zu arbeiten. Zwischen 1867 und 1871 war er Staatsanwalt im Muskingum County. Gleichzeitig schlug er als Mitglied der Demokratischen Partei eine politische Laufbahn ein.
Bei den Kongresswahlen des Jahres 1872 wurde Southard im 13. Wahlbezirk von Ohio in das US-Repräsentantenhaus in Washington, D.C. gewählt, wo er am 4. März 1873 die Nachfolge von George W. Morgan antrat. Nach zwei Wiederwahlen konnte er bis zum 3. März 1879 drei Legislaturperioden im Kongress absolvieren. Von 1875 bis 1877 war er Vorsitzender des Committee on Territories. Nach seiner Zeit im US-Repräsentantenhaus zog Southard nach New York City, wo er als Anwalt praktizierte. Er starb am 4. Mai 1905 in Zanesville, wo er auch beigesetzt wurde.